# Jang Ung
M. Chang Ung, né le 5 juillet 1938 à Pyongyang préside la Fédération internationale de taekwondo (ITF), l'une des deux fédérations internationales de taekwondo, depuis le 22 septembre 2002, en remplacement de M. Choi Hong Hi, décédé, fondateur de l'ITF. Il est également membre du comité national olympique nord-coréen.
Selon l'agence sud-coréenne Yonhap, il a joué « un rôle central » dans les échanges sportifs entre les deux Corée en vue d'une réunification de la Corée, notamment pour le défilé conjoint des équipes nord et sud-coréennes lors des cérémonies d'ouverture et de clôture des Jeux olympiques de Sydney en 2000, et dans « ses efforts pour intégrer les deux fédérations mondiales de taekwondo », l'ITF qu'il préside et la Fédération mondiale de taekwondo (WTF), proche des autorités officielles sud-coréennes. Dans ce cadre, il a rencontré à Pyongyang, le 16 septembre 2002, M. Koo Cheon-seo, président de l'Association (sud)-coréenne de taekwondo (acronyme anglais : KTA).
Chang Ung devait rencontrer son homologue de la WTF, Choe Chung-won, le 6 avril 2007 à Séoul.
Il a été président d'honneur du Comité des seconds jeux internationaux d'art martial organisés à Pyongyang en août 2006.

## Distinctions et honneurs

### Décorations internationales
- Ordre olympique échelon argent (Comité international olympique), le 17 octobre 2023[7].